# Joel Ekelöf
Joel Ekelöf (Stoccolma, 1980) è un cantante svedese, membro del gruppo progressive metal Soen.

## Biografia
Ha fatto parte della band Willowtree. Nel 2010 avvia una nuova esperienza musicale fondando, assieme al batterista Martin Lopez, il gruppo Soen con cui ha pubblicato cinque album.